# 서대신역
서대신(삼육부산병원)역(Seodaesin(Samyukbusan Hospital)Station, 西大(三育釜山病院)驛)은 부산광역시 서구 서대신동2가에 있는 부산 도시철도 1호선의 지하철역이다.

## 역사
- 1990년 2월 28일 : 부산 도시철도 1호선 개통과 함께 서대신동역으로 영업 개시
- 1994년 6월 23일 : 신평역까지 연장 개통과 함께 중간역이 됨
- 2010년 2월 24일 : 서대신역으로 역명 변경

## 특징
서대신교차로에 역이 소재하고 있으며, 출구는 4개가 설치되어 있다. 부역명은 삼육부산병원 이고, 인근에 구덕운동장 등이 있다.
대티고개에 위치해있어 승강장은 지하 4층으로 부산 1호선에서는 대티역 다음으로 깊은역이다. 서대신~동대신 구간은 주택가 밀집, 급커브 곡선 구간이기 때문에 30km/h 이하의 속도로 서행을 하면서 운행을 한다.
3호선 개통 전에는 막차시간 대에 노포발 서대신행이 있었다. 과거 종착역이었던 터라 선로 양쪽으로 회차선이 설치되어 있다.

## 역 구조
1면 2선의 섬식 승강장을 가진 지하역이다. 승강장에는 스크린도어가 설치되어 있다. 출구는 총 4군데가 있다. 

### 승강장
| 대티 ↑   |
| 하상 \|  |
| ↓ 동대신 |

| 상행 | ● 부산 도시철도 1호선 | 사하·신평·다대포해수욕장 방면 |
| 하행 | ● 부산 도시철도 1호선 | 부산역·서면·노포 방면         |

- 승강장에서 반대방면 열차로 승차가 가능하다.

## 서대신행 열차
1990년 2월 28일부터 1994년 6월 23일까지의 기간 동안에는 이 역이 부산 도시철도 1호선의 시종착역이었다. 3호선 개통 전에도 막차 시간대에 노포발 서대신행이 있었으나, 폐지되었다.
서대신행 열차는 2017년 2월 12일 사하 ~ 당리 환풍기 추락사고로 서대신행이 잠시 부활했었다.

## 역 주변
- 구덕운동장 (프로축구 K리그2 부산 아이파크 홈구장), (실업축구 K3리그 부산교통공사 홈구장)
- 대티터널
- 삼육부산병원
- 서부산세무서
- 부산서부경찰서
- 부경고등학교
- 동아대학교병원
- 서대신동시장

## 승차량 변동
이 역은 부산 도시철도 1호선의 역들 중에서 가장 승객이 적은 역이다.

| 역 노선 | 승차 인원 | 승차 인원 | 승차 인원 | 승차 인원 | 승차 인원 | 승차 인원 | 승차 인원 | 승차 인원 | 승차 인원 | 승차 인원 | 승차 인원 | 승차 인원 | 승차 인원 | 승차 인원 | 승차 인원 | 승차 인원 | 승차 인원 | 승차 인원 | 승차 인원 | 승차 인원 | 주 석 |
| 역 노선 | 2002년    | 2003년    | 2004년    | 2005년    | 2006년    | 2007년    | 2008년    | 2009년    | 2010년    | 2011년    | 2012년    | 2013년    | 2014년    | 2015년    | 2016년    | 2017년    | 2018년    | 2019년    | 2020년    | 2021년    | 주 석 |
| ------- | --------- | --------- | --------- | --------- | --------- | --------- | --------- | --------- | --------- | --------- | --------- | --------- | --------- | --------- | --------- | --------- | --------- | --------- | --------- | --------- | ----- |
| 1호선   | 4228      | 3714      | 3386      | 3102      | 2744      | 2446      | 2544      | 2543      | 2665      | 2697      | 2685      | 2895      | 2982      | 3037      |           |           |           |           |           |           | [ 1 ] |

## 인접한 역
| 부산 도시철도 1호선          | 부산 도시철도 1호선   | 부산 도시철도 1호선  |
| ---------------------------- | --------------------- | -------------------- |
| 112 대티 다대포해수욕장 방면 | ● 부산 도시철도 1호선 | 114 동대신 노포 방면 |